# Casimir Koza
Casimir Kozakiewicz (ur. 25 stycznia 1935 w Fouquières-lès-Lens jako Kazimierz Kozakiewicz, zm. 30 listopada 2010 w Bois-Bernard) – francuski piłkarz polskiego pochodzenia, wystąpił w jednym meczu reprezentacji Francji.

## Nagrody
- Reprezentant Francji w 1962
- Najlepszy strzelec Division 2 w 1961 (RC Strasbourg)
- Finalista Coupe Charles Drago w 1961 r. z RC Strasbourg
- Zwycięzca Pucharu Ligi w 1963 roku z RC Strasbourg